# Saint-Quentin-en-Tourmont
Saint-Quentin-en-Tourmont è un comune francese di 314 abitanti situato nel dipartimento della Somme nella regione dell'Alta Francia.

## Società

### Evoluzione demografica
Abitanti censiti